# Ралі-Гіллс (Орегон)
Ралі-Гіллс (англ. Raleigh Hills) — переписна місцевість (CDP) в США, в окрузі Вашингтон штату Орегон. Населення — 6196 осіб (2020).

## Географія
Ралі-Гіллс розташоване за координатами 45°29′6″ пн. ш. 122°45′24″ зх. д. / 45.48500° пн. ш. 122.75667° зх. д. (45.485084, -122.756570).  За даними Бюро перепису населення США в 2010 році переписна місцевість мала площу 3,95 км², уся площа — суходіл.

## Демографія
Згідно з переписом 2010 року, у переписній місцевості мешкало 5896 осіб у 2729 домогосподарствах у складі 1513 родин. Густота населення становила 1493 особи/км².  Було 2886 помешкань (731/км²).
Расовий склад населення:
| - 87,4 % — білих - 3,4 % — азіатів - 1,2 % — чорних або афроамериканців - 0,4 % — вихідців з тихоокеанських островів - 0,3 % — корінних американців - 3,5 % — осіб інших рас |

До двох чи більше рас належало 3,8 %. Частка іспаномовних становила 6,7 % від усіх жителів.
За віковим діапазоном населення розподілялося таким чином: 19,7 % — особи молодші 18 років, 58,1 % — особи у віці 18—64 років, 22,2 % — особи у віці 65 років та старші. Медіана віку мешканця становила 46,4 року. На 100 осіб жіночої статі у переписній місцевості припадало 88,0 чоловіків;  на 100 жінок у віці від 18 років та старших — 85,2 чоловіків також старших 18 років.
Середній дохід на одне домашнє господарство  становив 119 123 долари США (медіана — 70 196), а середній дохід на одну сім'ю — 157 473 долари (медіана — 110 848). Медіана доходів становила 100 000 доларів для чоловіків та 49 138 доларів для жінок. За межею бідності перебувало 3,6 % осіб, у тому числі 0,0 % дітей у віці до 18 років та 3,5 % осіб у віці 65 років та старших.
Цивільне працевлаштоване населення становило 2957 осіб. Основні галузі зайнятості: освіта, охорона здоров'я та соціальна допомога — 18,9 %, фінанси, страхування та нерухомість — 15,8 %, науковці, спеціалісти, менеджери — 13,8 %, роздрібна торгівля — 12,9 %.